# بفلوفيا ملحية
بفلوفيا ملحية (الاسم العلمي: Pavlova salina) هي نوع من الأسناخ الصبغية يتبع جنس البفلوفيا من الفصيلة البفلوفية.